# 钱经
《钱经》杂志，是由华商传媒集团于2004年创刊的一本财经类月刊。2013年11月，《钱经》杂志宣布下一年停刊。